# Gaku Hamada
Gaku Hamada (濱田 岳  Hamada Gaku?) es un actor de televisión y películas japonés. Fue un miembro regular de Proposal Daisakusen -Operation Love- de Fuji TV, apareciendo en los 11 episodios de la transmisión de 2007 y en el especial de 2008, y recibiendo un premio por su papek. Ha hecho numerosas apariciones en TV.

## Filmografía

### Televisión
- Hitoribocchi no Kimi ni - Hibino Yudai (TBS, 1998)
- Heisei Meoto Jawan (NTV, 2000)
- Zoku Heisei Meoto Jawan (NTV, 2002)
- Kinpachi-sensei 7 - Kano Shintaro (TBS, 2004)
- Taiyo no Uta - Kato Haruo (TBS, 2006)
- Teppan Shoujo Akane!! - Hamada Shingo (TBS, 2006, ep2)
- Kanojo to no Tadashii Asobikata - Mizuno Hideaki (TV Asahi, 2007)
- Sumire no Hana Saku Koro - Takai Yusuke (NHK, 2007)
- Loss Time Life (Fuji TV, 2008, Historia 7)
- Hachimitsu to Clover - Rokutaro (Fuji TV, 2008, ep 8,11)
- Taiyo to Umi no Kyoshitsu (Fuji TV, 2008)
- 33pun Tantei (Fuji TV, 2008, ep4)
- Nene: Onna Taikōki (TV Tokyo, 2009) – Toyotomi Hidetsugu
- Chance! (Fuji TV, 2009)
- Ueno Juri to Itsutsu no Kaban Aruasa, Hinata wa Totsuzen ni (WOWOW, 2009)
- Samurai High School - ep04 (NTV, 2009)
- Code Blue Temporada 2 - ep03 (Fuji TV, 2010)
- Gunshi Kanbei (NHK, 2014)
- Hero (Fuji TV, 2014)
- '-Nobunaga Concerto (Fuji TV, 2014) – Tokugawa Ieyasu
- Tsuribaka Nisshi (TV Tokyo, 2015) – Hama-chan
- Totto TV (NHK, 2016) – Ijūin
- Warotenka (NHK, 2017) – Fūta Takei
- Kodoku no Gourmet (TV Tokyo, 2017) – Hama-chan

### Películas
- Ultraman Tiga & Ultraman Dyna & Ultraman Gaia: Cho Jiku no Daisakusen (1999)
- Shiroi Fune (2002)
- Kenchō no Hoshi (2006)
- Catch a Wave (2006)
- Aoi uta - Nodo jiman Seishun hen (2006)
- Sugar & Spice: Fuumi Zekka (2006)
- Ahiru Kamo no Coin Locker (2007)
- Fish Story (2009)
- Kamogawa Horumo (Shochiku, 2009)
- Robo-G (2012)
- Mina-san, sayonara (2013)
- Eien no 0 (2013)
- Sake-Bomb (2013)
- Shonen H (2013)
- Maiko wa Lady (2014)
- The Great Shu Ra Ra Boom (2014)
- Miss Hokusai (2015) – Zenjirō Ikeda (voz)
- Hero (2015)
- Good Morning Show (2016)
- Nobunaga Concerto (2016) – Tokugawa Ieyasu
- Sekai kara neko ga kietanara (2016) – Tsutaya
- Tono, Risoku de Gozaru! (2016) – Narrador
- One Piece Film: Gold (2016) – Tanaka (voz)
- Honnō-ji Hotel (2017) – Mori Ranmaru
- Pokémon the Movie: The Power of Us (2018)
- Masquerade Hotel (2019)
- Dai kaijū no ato shimatsu (2022) - Masahiko Ame